# 수영 (식물)

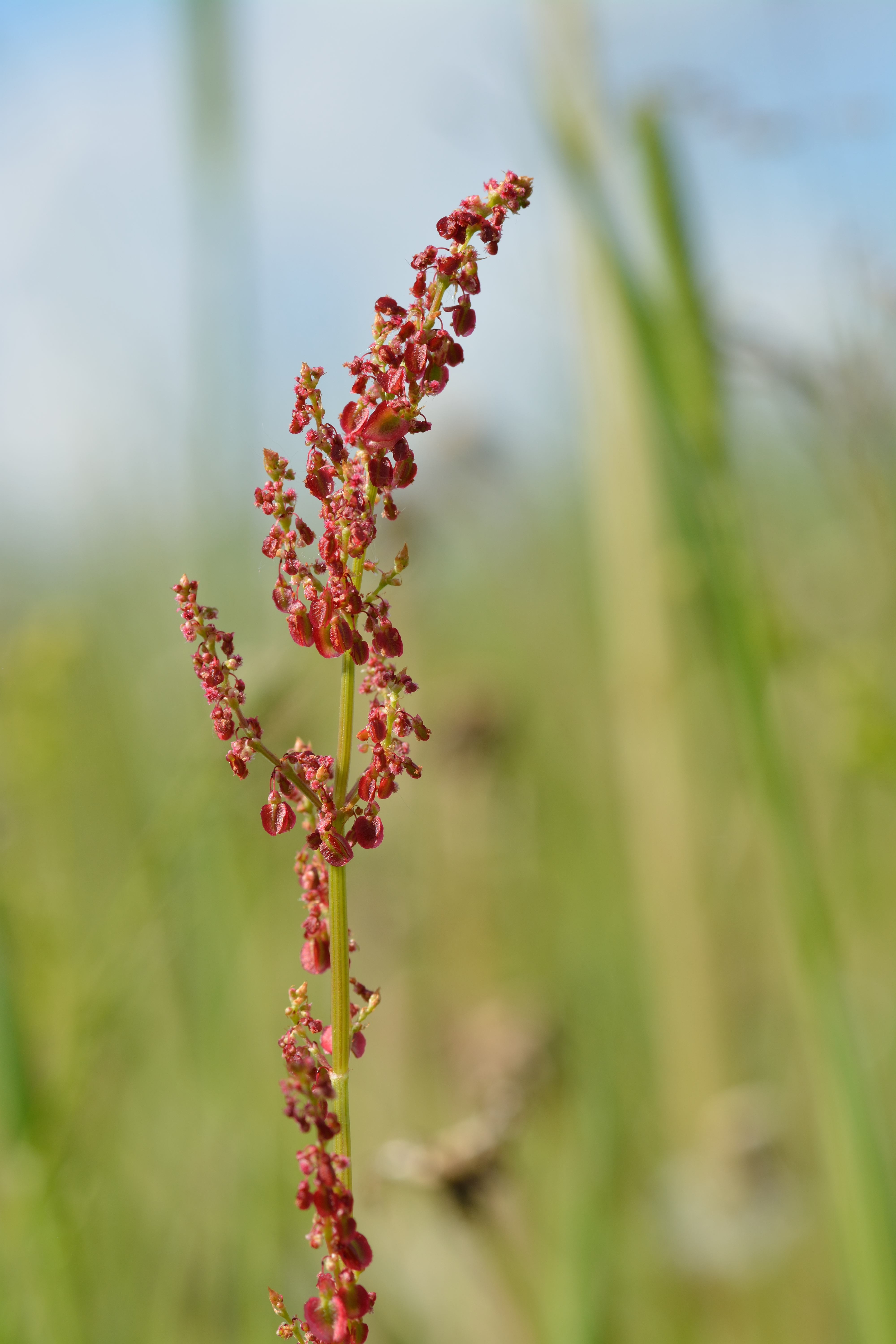

수영(학명: Rumex acetosa)은 마디풀과의 여러해살이풀이다. 줄기는 곧게 선다. 잎은 어긋나며, 긴 타원형으로 아랫부분은 화살촉 모양이다. 뿌리잎은 뭉쳐나며 잎자루가 길다. 암수딴그루로서, 꽃은 5~6월경에 녹색이나 엷은 홍색으로 피는데, 원뿔 모양의 이삭을 이루면서 가지 끝에 달린다. 수꽃은 6개의 꽃덮이조각을 가지며, 6개의 늘어진 황색 수술을 가지는데, 이것은 바람이 불면 꽃가루가 날리는 풍매화이다. 암꽃에도 6개의 꽃덮이조각이 있는데, 바깥쪽 3개는 밖으로 휘고 안쪽 3개는 꽃이 진 뒤에 날개 모양으로 커져서 열매를 싼다. 암술머리는 홍자색으로 가늘게 갈라져서 날아온 꽃가루를 받아들인다. 열매는 수과로 3개의 날개가 있다. 주로 들이나 길가에서 많이 볼 수 있으며, 온대 각지에 널리 분포하고 있다.